# Parlamentswahl im Iran 2000
Die Iranische Parlamentswahl 2000 fanden am 18. Februar 2000 statt.

## Zur Vorgeschichte
Vor der Wahl wurde die Altersgrenze für das aktive Wahlrecht von 16 auf 17 Jahre angehoben. Damit waren 38,7 Millionen Iraner wahlberechtigt. 6.083 Kandidaten wurden zur Wahl zugelassen; der Wächterrat ließ 650 Kandidaten nicht zur Wahl zu.

## Ergebnis
|                                                        | Sitze                    | Prozent |
| ------------------------------------------------------ | ------------------------ | ------- |
| Partizipationsfront des islamischen Iran (Reformer)    | 189                      | 65 %    |
| Koalition die der Linie des Imam folgen (Konservative) | 54                       | 19 %    |
| Unabhängige                                            | 42                       | 14 %    |
| armenische Minderheit                                  | 2                        |         |
| chaldäische und assyrische Minderheit                  | 1                        |         |
| jüdische Minderheit                                    | 1                        |         |
| Zoroaster                                              | 1                        |         |
| Summe                                                  | 290 (darunter 10 Frauen) | 100     |